# Théodore de Mayerne
Sir Théodore de Mayerne (Ginevra, 28 settembre 1573 – Chelsea, 22 marzo 1654 o 1655) è stato un medico svizzero che ebbe occasione di curare i re di Francia ed Inghilterra migliorando le teorie di Paracelso.
Théodore Turquet de Mayerne nacque in Svizzera da una famiglia di ugonotti francesi. Il padre, Louis, era uno storico fuggito da Lione; da padrino gli fece invece il teologo Teodoro Beza. Si sposò una prima volta con Marguerite de Boetslaer da cui ebbe tre figli. Nel 1630, dopo la morte della prima moglie, si risposò con Elizabeth Joachimi.
De Mayerne studiò inizialmente a Ginevra e poi si trasferì all'Università di Heidelberg. In seguito si recò a Montpellier a studiare medicina. Si laureò nel 1596 e ricevette il dottorato l'anno successivo.

## Vita in Francia
Il de Mayerne si trasferì a Parigi quale professore di anatomia e farmacia ed aprì un gabinetto medico. A quel tempo aveva cominciato ad accettare le idee di Paracelso e utilizzava svariati farmaci chimici. Tenne note dettagliate sui suoi pazienti
Nel 1600 il medico francese Lazare Rivière lo raccomandò quale medico personale del re Enrico IV. Le sue ulteriori pretese caddero a vuoto non essendo egli cattolico e a causa della perdurante fiducia in Galeno dalla maggior parte dei medici francesi del tempo.
Nel 1603 provò ad esporre le sue tesi alla facoltà di medicina di Parigi asserendo che il suo approccio non era contrario ai principi galenici ed ippocratici. 
Nonostante l'opposizione, de Mayerne conservò il favore del re che lo inviò in Germania e in Italia con la missione diplomatica al duca di Rohan. Quando il re decise di nominarlo medico di corte la regina si oppose per il rifiuto del de Mayerne di convertirsi al cattolicesimo. De Mayerne continuò ad esercitare la sua attività fino al 1606, quando vendette il suo studio ad un altro medico.
Viaggiò brevemente l'Inghilterra dov'era stato invitato e dove incontrò Giacomo I. Divenne medico di Anna di Danimarca e fu accolto ad Oxford l'8 aprile 1606. Negli anni successivi tornò probabilmente in Francia. 

## Vita in Inghilterra
Quando Enrico IV fu ucciso nel 1610 il de Mayerne tornò in Inghilterra, nuovamente invitato. Nel 1610 divenne medico di corte di Giacomo I occupandosi anche della regina e di svariati membri della corte tra cui sir Robert Cecil e il principe Enrico. Fu inviato in Francia per alcune missioni diplomatiche. 
Nel 1616 de Mayerne fu nominato Fellow of the Royal College of Physicians. Aiutò la Society of Apothecaries (Società dei Farmacisti) ad ottenere una patente regia per separarsi dai droghieri. Aiutò inoltre a fondare la "compagnia dei distillatori" Divenne cavaliere nel 1624. L'anno successivo visitò brevemente la Svizzera dove era divenuto barone di Aubonne. De Mayerne mantenne la sua posizione di medico di corte fino all'ascesa di carlo I nel 1625.
Durante la guerra civile inglese il de Mayerne tenne un basso profilo nel suo studio a Londra e mantenne il favore del parlamento. Nel 1628 sua moglie morì e lui sposò Elizabeth Joachimi nel 1630. Ebbero 5 figli ma soltanto una figlia sopravvisse. Dopo l'esecuzione di Carlo I nel 1649 divenne nominalmente medico di Carlo II ma presto si ritirò a Chelsea.
De Mayerne morì a Chelsea il 22 marzo 1654 o 1655. Fu sepolto a St. Martin-in-the-Fields insieme al resto della sua famiglia e il suo figlioccio sir Theodore des Vaux fece costruire per lui una tomba. Des Vaux in seguito pubblicò le note mediche del de Mayerne nel libro Praxis Medica del 1690.

## Patrimonio
Il patrimonio del de Mayerne comprendeva un gran numero di manoscritti di medicina comprese note dettagliate, per lo più in latino e in francese, sui suoi pazienti. Le sue carte sono conservate presso il Royal College of Physicians.
Gli altri interessi del de Mayerne includevano la cucina e l'alchimia. Fece esperimenti chimici e fisici, creò pigmenti e cosmetici, introdusse il calomelano nell'uso medico e creò una tintura nera per capelli (lotio nigra).